# Nationaal Skimming Point
Nationaal Skimming Point (NSP) is een landelijk initiatief en een meldpunt voor politie, Openbaar Ministerie en banken. Het is opgericht op 1 december 2011. Het team is onder gebracht bij de politie Midden- en West-Brabant in Breda.
Het punt is niet voor burgers om aangifte te doen of melding te maken.
Vanuit het Skimmingpoint wordt nauw samengewerkt met de Electronic Crimes TaskForce (ECTF) van het KLPD, het Interregionaal Bureau Geld- en Waardeverkeer (IBGW), de Bovenregionale Recherches Zuid-West en Zuid-Nederland en Europol.
Het doel van het Landelijk Skimming Point is informatie over skimming, het kopiëren van bankpassen, op één centrale plek bij de Nederlandse politie bij elkaar brengen.
Op 17 april 2012 laat het NSP weten zo snel mogelijk af te willen van de magneetstrip op bankpassen.